# 이스턴 리그 (일본)
이스턴 리그(일본어: イースタン・リーグ)는 1955년 시작한 일본의 프로 야구 2군 리그이다. 센트럴 리그에서 운영하며 총 8팀으로 이루어져 있다.
한편, 현대 유니콘스가 2001년 플로리다(브레이든턴) 전지훈련 후 3월 4일부터 3월 14일까지 참가했으나 2승 1무 4패에 머물렀고 삼성 라이온즈가 2002년 애리조나(피오리아) 오키나와 전지훈련 뒤 2월 26일부터 3월 8일까지 참가하여 3승 1무 2패의 호성적을 보였는데 쓸만한 용병 거포의 부재를 극복하기 위해 영입했음에도 애리조나 전지훈련에서 어깨부상을 당하여 훈련을 제대로 받지 못한 데다 해당 리그와의 경기에서도 훈련을 다 소화하지 못한 루크가 막판 2경기에서 홈런 3개를 쳤지만 시범경기에서는 부상 탓인지 1경기 밖에 출전하지 못했고 급기야 정규시즌이 시작됐음에도 아예 나오지 못하자 2002년 5월 초 웨이버 공시됐다.

## 팀
- 도호쿠 라쿠텐 골든이글스
- 요미우리 자이언츠
- 홋카이도 닛폰햄 파이터스
- 사이타마 세이부 라이온스
- 지바 롯데 마린스
- 도쿄 야쿠르트 스왈로스
- 요코하마 DeNA 베이스타스
- 니가타 알비렉스 베이스볼 클럽